# Alpenrosenhütte (Kitzbüheler Alpen)

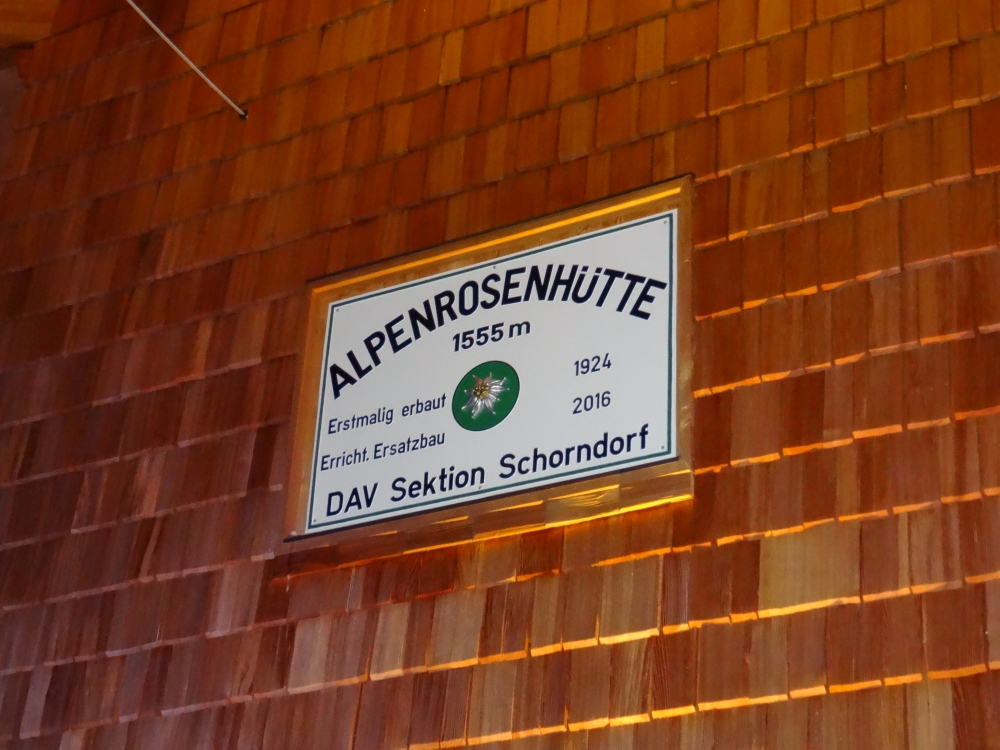
Hüttenschild Alpenrosenhütte

Die Alpenrosenhütte ist eine bewirtschaftete Schutzhütte der Kategorie I der Sektion Schorndorf des Deutschen Alpenvereins. Sie liegt in den Kitzbüheler Alpen in der Gemeinde Westendorf im Bezirk Kitzbühel im österreichischen Bundesland Tirol.

## Geschichte
Zwischen 1924 und 1926 wurde die Hütte mit einer Grundfläche von 9 × 6,6 Metern erbaut, sie wurde dann 1926 von der Sektion Bergfried des DuOeAV gekauft. 1956 wurde die Veranda zu einem Gastraum mit 4 × 6,6 Metern umgebaut. 1978 wurde die Hütte an die Sektion Schondorf des Deutschen Alpenvereins verkauft, die 1982 ein Obergeschoß als Bettenbau hinzufügte und im Erdgeschoß einen Abstell- sowie einen Skiraum errichtete. 2010 wurde der Sessellift an der Hütte abgebaut, woraufhin die Hütte als Kategorie I eingeteilt wurde.
2016 wurde die Hütte abgerissen und durch einen Ersatzbau in einem ähnlichen Stil ersetzt.

## Nachbarhütten
- Oberlandhütte (1014 m) Gehzeit: 04:30
- Brechhornhaus (1700 m) Gehzeit: 02:15
- Sonnleitnerhütte (1532 m), Sektion München
- Markbachjochhütte (1450 m), DAV-Vertragshaus

## Zustiege
- Bergstation (1770 m) Gehzeit: 00:25
- Liftstation Talkaser (1765 m) Gehzeit: 00:20
- Mittelstation (1320 m) Gehzeit: 00:45
- Westendorf (785 m) Gehzeit: 02:30
- Westendorf Parkplatz Maierhof (1200 m, gebührenpflichtig) Gehzeit; 01:00[2]

## Wanderungen
- Nachsöllberg (Nazlberg) (1886 m) Gehzeit: 01:00
- Gampenkogel (1957 m) Gehzeit 02:30
- Brechhorn (2032 m) Gehzeit: 03:30

## Karten
- Alpenvereinskarte 1:50.000, Blatt 34/1, Kitzbüheler Alpen West
- Mayr Karte, Blatt 456, Brixental XL